# Mirabilandia (Brésil)
Ne doit pas être confondu avec Mirabilandia.
Mirabilandia est un parc d'attractions situé entre Recife et Olinda, dans l'État du Pernambouc, au Brésil. Le parc occupe une surface de 57 000 m² et est le troisième plus grand parc d'attractions du pays.

## Histoire
À l'origine, le parc est construit par le groupe Playcenter. Grand Prix Enterprizes achète le groupe dans les années 1990 et continue à exploiter le parc sous le nom Pernambuco Playcenter. Les propriétaires de Mirabilandia, en Italie (avant qu'ils ne soient achetés par Parques Reunidos) achètent le parc et le rebaptise Mirabilandia en 2002. Aujourd'hui le parc est dirigé par le Grupo Peixoto, un groupe d'investisseurs brésiliens et bien que n'ayant plus de liens avec le parc italien, ils continuent à porter le même nom et à utiliser le même logotype. Le 6 juin 2012, il a été annoncé que le parc allait devoir quitter la zone qui occupe le côté du Convention Center de Recife.

## Attractions
Le parc compte plus de 35 attractions comprises dans le prix d'entrée. Un des grands attraits du parc est le parcours de montagnes russes Super Tornado qui a été acheté à un Luna Park en très mauvais état. 

### Montagnes russes

#### En fonction
| Nom de l'attraction | Type                     | Constructeur | Année d'ouverture |
| ------------------- | ------------------------ | ------------ | ----------------- |
| Dragão              | E-Powered                | Zamperla     | 2005              |
| Sky Mountain*       | Giant Inverted Boomerang | Vekoma       | 2009              |
| Super Tornado       | Montagnes russes assises | Vekoma       | 2008              |

- *Attraction en stockage depuis 2009

#### Disparues
| Nom de l'attraction | Type                          | Constructeur | Année d'ouverture | Année de fermeture |
| ------------------- | ----------------------------- | ------------ | ----------------- | ------------------ |
| Brucomela           | Junior/Big Apple              |              |                   | 2008               |
| Looping Star        | Montagnes russes assises/ZL42 | Pinfari      | 1997              | 2012               |
| Montanha Russa      | Montagnes russes assises      | Schwarzkopf  | 1994              | 1998               |

### Attractions aquatiques
| Nom de l'attraction | Type   | Constructeur | Année d'ouverture |
| ------------------- | ------ | ------------ | ----------------- |
| Splash              | Bûches |              |                   |

### Autres attractions
| Nom de l'attraction | Type               | Constructeur   | Année d'ouverture |
| ------------------- | ------------------ | -------------- | ----------------- |
| Auto Pista          | Autos tamponneuses |                |                   |
| Fantasma            | Train fantôme      |                |                   |
| Mansão Do Terror    | Walk-through       |                |                   |
| Matterhorn          | Music Express      |                |                   |
| Megadance           | Tagada             |                |                   |
| Mixer               |                    |                |                   |
| Move it             | Spin out           |                | 2009              |
| Over loop           | Top Spin           | Huss Rides     |                   |
| Roda Panorâmica     | Grande roue        |                |                   |
| Saltamontes         | Jump Around        |                |                   |
| Sea Dragon          | Bateau à bascule   |                |                   |
| Xtreme              | Street Fighter     | Technical Park | 2010              |